# آذرخش
آذَرَخش (به عربی: برق) رخدادی طبیعی است که بر اثر تخلیه بارهای الکتریکی موجود در ابر رخ می‌دهد. به دلیل شباهت شکل و رنگ آذرخش به سنگ الماس در زبان فارسی افغانستان به آن الماسک می‌گویند. بارهای الکتریکی در ابر تحت فرایندی به نام باردارسازی غیرالقایی در ذرات بارشی ابر نظیر بلور یخ و گویچه برف ایجاد شده و پس از جدایی بارها و تشکیل شدن مناطق با بارهای مثبت و منفی قابل ملاحظه، اختلاف پتانسیل بارهای مثبت و منفی افزایش یافته و با رسیدن به یک مقدار آستانه آذرخش‌های درون ابری رخ می‌دهند.
گرمای حاصل از تخیله الکتریکی آذرخش می‌تواند تا پنج برابر دمای سطح خورشید نیز بالا برود و در نتیجه موج صوتی حاصل از گرمای ناگهانی مولکول‌های هوا به سرعت شکل گرفته و صدای مهیبی را به وجود می‌آورد که تندر نامیده می‌شود. اگر اختلاف پتانسیل بین بارهای منفی موجود در ابر با بارهای مثبتی که روی سطح زمین القا شده‌اند از مرتبه چند میلیون ولت باشد، آذرخش‌های ابر به زمین نیز می‌توانند رخ دهند. به این نوع آذرخش که باعث تخلیه بارهای منفی ابر به زمین می‌شود آذرخش‌های ابر به زمین منفی می‌گویند. شکل‌گیری آذرخش ابر به زمین معمولاً از ابر نشأت می‌گیرد و با نزدیک شدن به سطح زمین به شاخه صعودی شکل گرفته از زمین رسیده و آذرخش راه را شکل می‌دهد. البته گاهی در موارد نادر ممکن است شروع شکل‌گیری آذرخش ابر به زمین از زمین باشد.
مطالعات نشان داده که آذرخش در اکثر توفان‌های تندری ابتدا درون ابری است و اولین کوبش ابر به زمین معمولاً ۵ الی ۱۰ دقیقه بعد از اولین آذرخش درون ابری به وقوع می‌پیوندد.

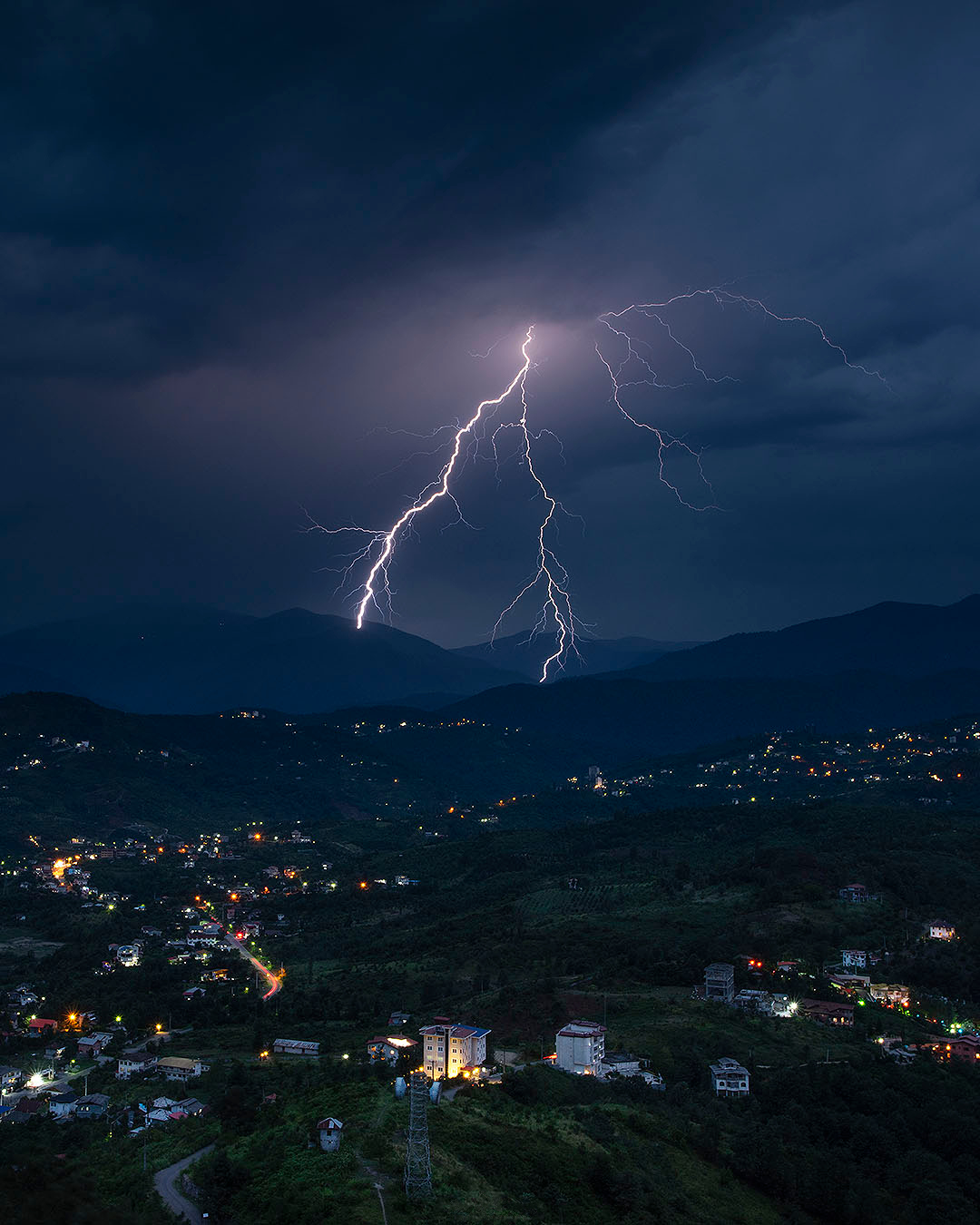

بخشی از فرایند تولید اوزون در جو میانه مربوط به تأثیر آذرخش هست. به این ترتیب که ابتدا آذرخش سبب شکسته شدن مولکول‌های اکسیژن به اتم‌های اکسیژن شده و سپس اتم‌های اکسیژن با اتم‌های نیتروژن یا مولکول نیتروژن ترکیب شده و به ترتیب نیتروژن اکسید و نیتروژن دی‌اکسید را تشکیل می‌دهند. دو ترکیب یاد شده یعنی اکسیدهای نیتروژن نیز با تابشهای ماواربنفش به اتم‌های سازنده‌شان شکسته می‌شوند و در نهایت اتم‌های اکسیژن حاصل با ترکیب شدن به مولکول‌های اکسیژن در حضور عنصری سوم، تشکیل گاز اوزون را به همراه خواهند داشت.

## فرایند شکل‌گیری درخش آذرخش ابر به زمین
۱. با شکل‌گیری ابر تندری و شدت گرفتن سرعت‌های قایم بالارو در فراهنج‌ها، بلورهای یخ، گویچه‌های برف و قطرات آب ابر سرد با همدیگر برخورد می‌کنند و بارهای منفی و مثبت در ذرات شکل می‌گیرد. با قویتر شدن فراهنج‌ها و فروهنج‌ها، برخوردها بیشتر و شدیدتر شده و بارهای مثبت و منفی بیشتری ساخته و تولید می‌شود. بلورهای سبک یخ و با بار مثبت یخ به وسیله فراهنج‌ها به ترازهای زبرین ابر منتقل می‌شوند و ذرات بزرگتر با بار مثبت (گویچه‌های برف) به ترازهای زیرین ابر می‌روند. به این ترتیب بخش زبرین ابر تندری به صورت مثبت و مرکز و تا حدودی بخش پایینی ابر تندری به صورت منفی باردار می‌شود. البته بخش کوچکی از بارهای مثبت نیز در قسمتهای گرم (پایین تراز ۱۰- درجه سانتیگراد) پایینی ابر تندری گاهی مشاهده می‌شوند. در شرایط معمولی و هوای صاف سطح زمین دارای بار منفی است، اما زمانی که ابرهای تندری توسعه پیدا می‌کنند، بارهای منفی واقع در بخش پایین ابر تندری، بارهای منفی سطح زمین را دفع کرده و بارهای مثبت را به سمت خود جذب می‌کنند و به این ترتیب زیر ابر تندری در سطح زمین بارهای مثبت تجمع می‌کنند.
۲. به‌طور معمول هوا یک عایق نسبتاً خوب نسبت به جریان الکتریسیته است، اما اگر اختلاف بین بارهای مثبت سطح زمین و بارهای منفی پایه ابر به اندازه کافی زیاد شود (از مرتبه میلیون ولت) خاصیت نارسانایی هوا از بین رفته و بارهای منفی می‌توانند به سطح زمین سرازیر شوند. چون بارهای مثبت موجود در پایه ابر معمولاً به اندازه ای نیستند که بین آنها و بارهای منفی، تخلیه بار اتفاق بیفتد، بارهای منفی به شکل پیشروی پله ای به سمت زمین سرازیر می‌شوند. در ابتدا، پیشروی پله ای از بارهای مثبت موجود در سطح زمین بی‌خبر است. با پیشروی بیشتر پیشروی پله ای اغلب چندین شاخه می‌شود تا بتواند با بارهای مثبت سطح زمین برسند. پیشروی پله ای در هر گام حدود ۵ متر را به جلو حرکت می‌کند (با سرعتی مابین ۱۰۰ تا ۲۰۰ هزار متر بر ثانیه یا ۳ تا ۷ ده هزاروم سرعت نور) و در هر گام درخش‌های کوتاه و مختصری را از خود نشان می‌دهد؛ بنابراین سفرش به سمت زمین تقریباً ۱۰ تا ۳۰ میلی ثانیه طول می‌کشد. این پیشروی پله ای توسط دوربینهای مخصوص و همچنین شبکه‌های زمین پایه مثل LMA قابل شناسایی هستند. LMA سیگنال‌های رادیویی با فرکانس بالا که از حرکت بارهای الکتریکی پیشروی پله ای تابیده می‌شود را دریافت می‌کند. درخشش پیشروی پله ای به اندازهای نیست که از بالای ابر تندری دیده و شناسایی شود؛ از این رو توسط GLM (ابزار شناسایی آذرخش که روی ماهواره GEOS قرار گرفته است) نیز قابل شناسایی نیست.
۳. با نزدیک شدن پیشروی پله ای به سطح زمین، بارهای مثبت بیشتری در سطح زمین جمع می‌شوند. نزدیک شدن سردسته‌های پیشروی پله ای به زمین باعث می‌شود که هوای بالای اشیای نوک تیز و بلند زمین یونیزه شده و رسانایی افزایش یابد. به این ترتیب ستون‌های نوری از سمت زمین به سمت بالا از بارهای مثبت شکل می‌گیرد. این ستونهای نور بالارونده (بالارو) نیز مانند پیشروی پله ای درخشندگی بالایی ندارند و از بالای ابر تندری قابل شناسایی و مشاهده نیستند.
۴. وقتی پیشروی پله ای به نزدیکی‌های سطح زمین می‌رسد، با شاخه صعودی (ستون نوری بالارو) ملاقات کرده و به این ترتیب آذرخش راه شکل می‌گیرد. اکنون کوبش‌های بازگشتی شکل می‌گیرند. در طی وقوع کوبش‌های بازگشتی بارهای منفی پایه بار به سمت زمین سرازیر شده و بارهای مثبت به سمت ابر حرکت می‌کنند. تخلیه بارهای مثبت و منفی تقریباً در ۶۰ میکرو ثانیه انجام می‌شود (۱۵۰ بار سریعتر از پیشروی پله ای) و با سرعتی نزدیک به یک سوم سرعت نور. در طی وقوع کوبش بازگشتی بارهای الکتریکی بسیار زیادی در آذرخش راه جابه‌جا می‌شود که نتایج مهمی را به دنبال دارد: امواج رادیویی که به وسیله شبکه‌های زمین پایه قابل شناسایی هستند، پالس‌های نوری درخشان که توسط GLM قابل شناسایی است (ضربه‌های بازگشتی بخش قابل توجهی از قسمتهای فوقانی ابر را روشن می‌کنند)، هوای بسیار گرمی که که به یکباره منبسط شده و موج صوتی یا تندر را ایجاد می‌کند و تشکیل NOX.
۵. اگر بارهای منفی باقیمانده در ابر به اندازه کافی موجود باشند، پیشروی منفی دیگری به نام پیشروی پیکانی از مسیری که توسط پیشروی پله ای ایجاد شده به سمت زمین سرازیر می‌شود (این پیشرو ۱۰ برابر سریعتر از پیشروی پله ای طی مسیر می‌کند). این پیشروی پیکانی نیز همانند پیشروی پله ای چندان درخشان نیست که توسط GLM قابل شناسایی باشد.
۶. کوبش‌های بازگشتی نیز پس از رسیدن پیشروی پله ای دوباره به سمت ابر به وقوع می‌پیوندد (البته با شدت کمتر نسبت به اولین کوبش بازگشتی) که این کوبش‌های بازگشتی نیز توسط GLM قابل شناسایی است.
پیشروی پیکانی و کوبش‌های بازگشتی آنقدر ادامه می‌یابند که بارهای منفی پایه ابر به کمترین میزان ممکن برسند و این رفت و برگشت‌ها به صورت چشمک و سوسو زدن به نظر می‌آید. بارهای منفی پایه ابر به‌طور معمول بین ۱۰۰ تا ۲۰۰ میلی ثانیه تخیله می‌شوند؛ چون GLM در هر ۲ میلی ثانیه یک عکس می‌گیرد بنابراین برای آشکارسازی پالس‌های نوری که در تخلیه‌های بسیار پرانرژی درخش‌های آذرخش رخ می‌دهد، بسیار مناسب است.

## نقش آذرخش در پاکسازی جو
دانشمندان در جریان یک تحقیق متوجه ترکیباتی به نام «رادیکال‌های هیدروکسیل» در هوا شدند. این ماده بسیار واکنش‌پذیر که بیشتر با عنوان «پاک‌کننده شیمیایی» شناخته می‌شود، از ترکیب‌های شیمیایی مهمی است که در جو می‌توان یافت.
داده‌های برداشت شده از ابرهای طوفانی به هنگام رعد و برق ۱۰۰۰ رادیکال هیدروکسیل بیشتر از مقدار طبیعی را نشان داده‌اند. دانشمندان تخمین می‌زنند چیزی در حدود ۲ تا ۱۶ درصد میزان اکسایش جو کره زمین، یا تمیزکاری که به صورت طبیعی در جو زمین اتفاق می‌افتد، توسط صاعقه انجام می‌شود.

## آتش سنت المو
آتش سنت المو نام یک پدیده جوی الکتریکی است که با تخلیه بارهای الکتریکی همراه است. این پدیده درخششی است که در هوای توفانی و مرطوب، پیرامون صخره‌های بلند و نوک تیز، دیده می‌شود. بر پایهٔ یک اصل فیزیکی، بارهای الکتریکی در نوک اجسام جمع می‌شوند. این بارها مولکولها و یونهای موجود در هوا را به سوی خود می‌کشند. این بارهای الکتریکی موجب تخلیه الکتریکی می‌شوند که با نور و درخشش همراه است. دریانوردان اروپایی در سده پانزدهم به بعد، نام این پدیده را آتش سنت المو نهاده‌اند.

## آذرخش زمین به آسمان

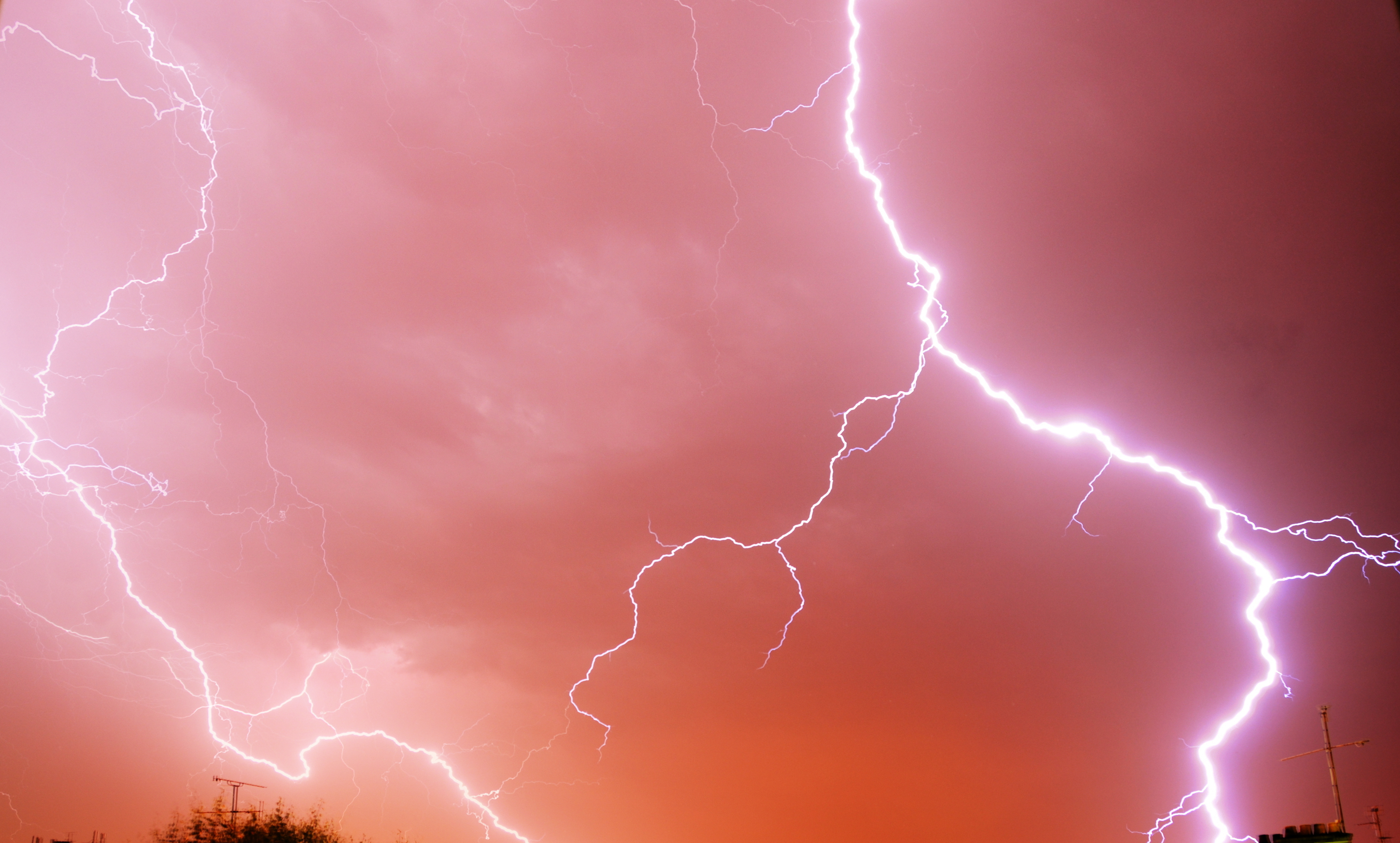
آذرخش
آذرخش در شهرستان طالقان، استان البرز، ایران
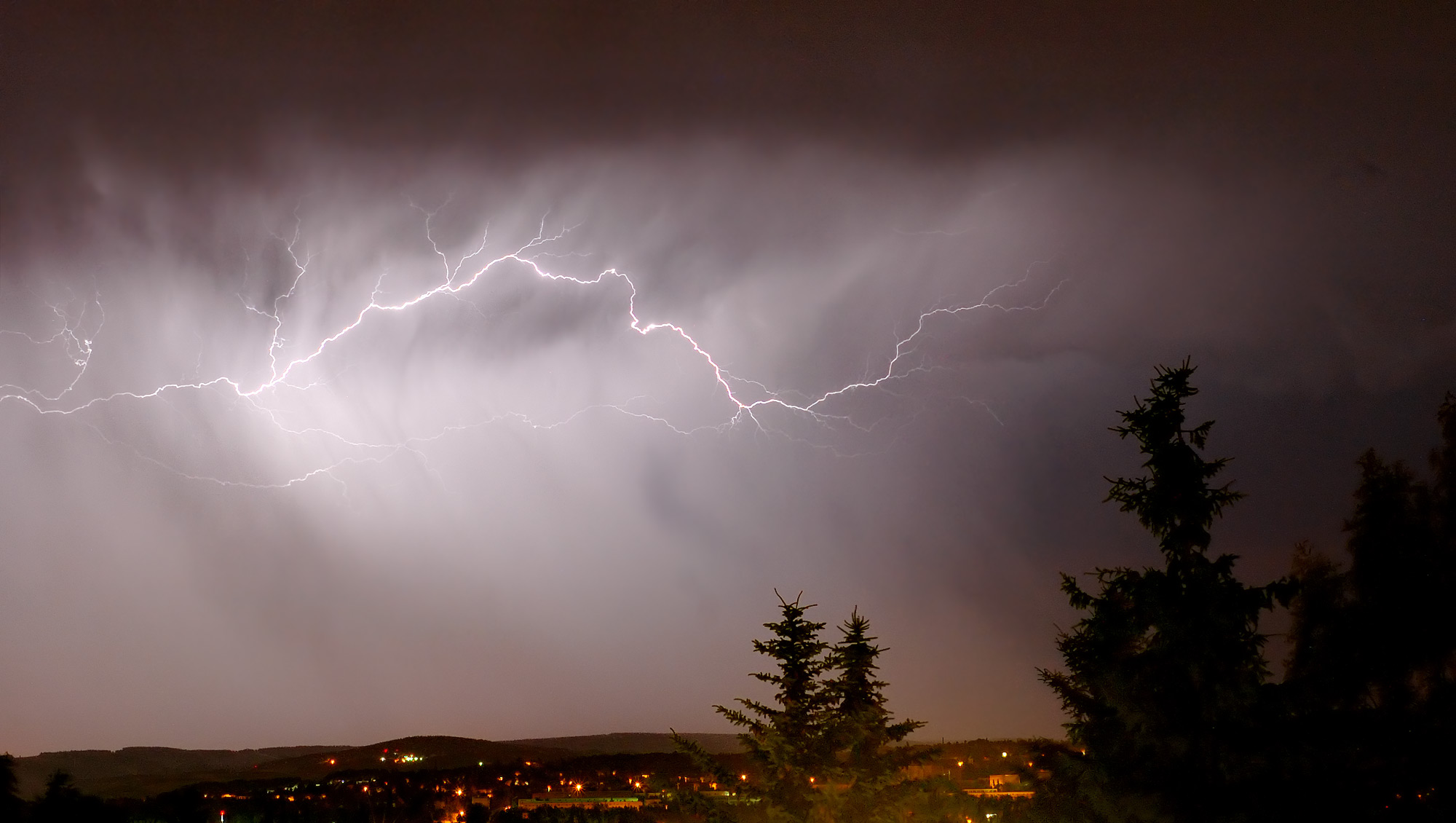
آذرخش
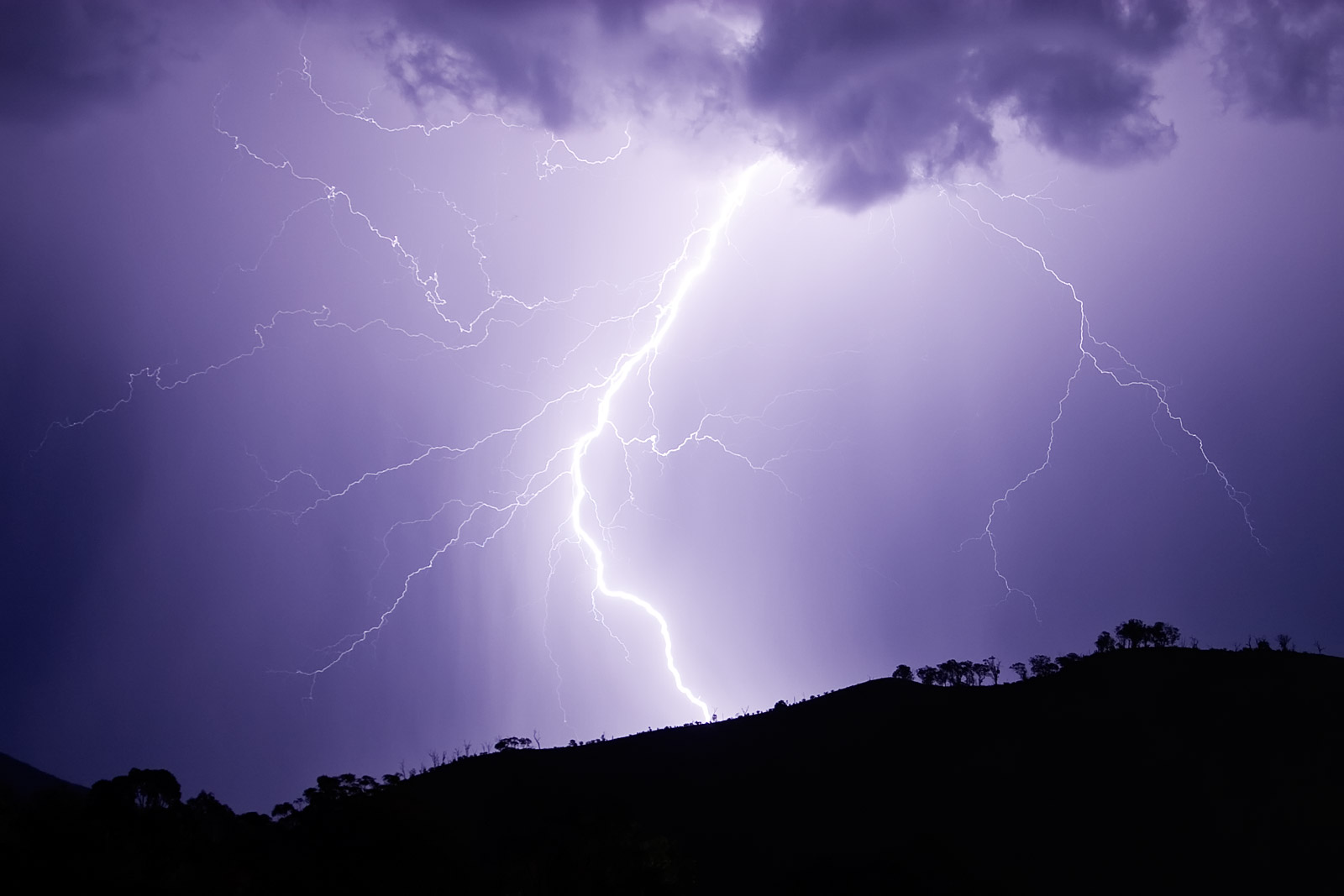
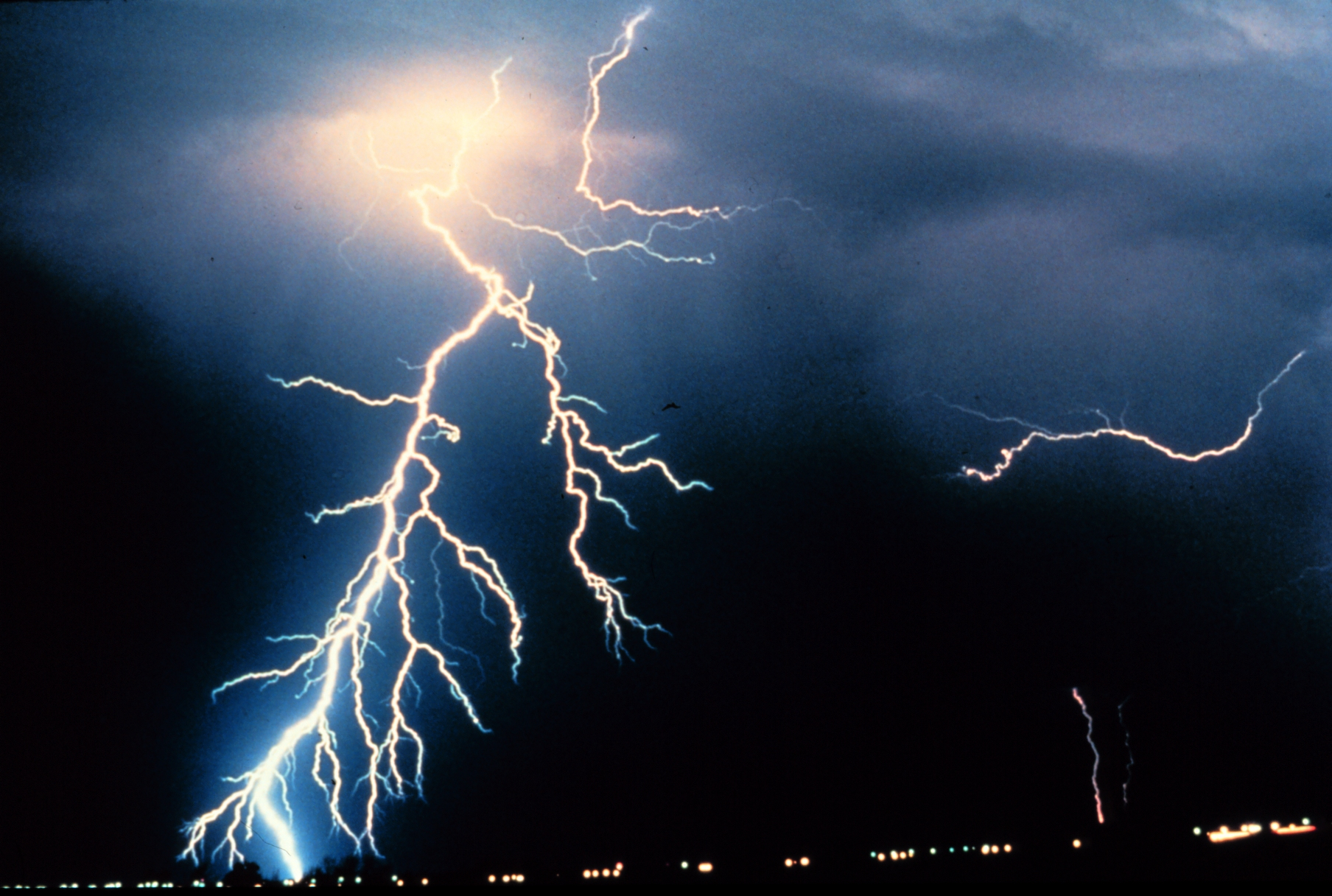
آذرخش
آذرخش در میان ابرها، تولوز فرانسه

## نکته‌های ایمنی
هنگام آذرخش باید:
- از کارهای بیرون خانه دست بکشید.

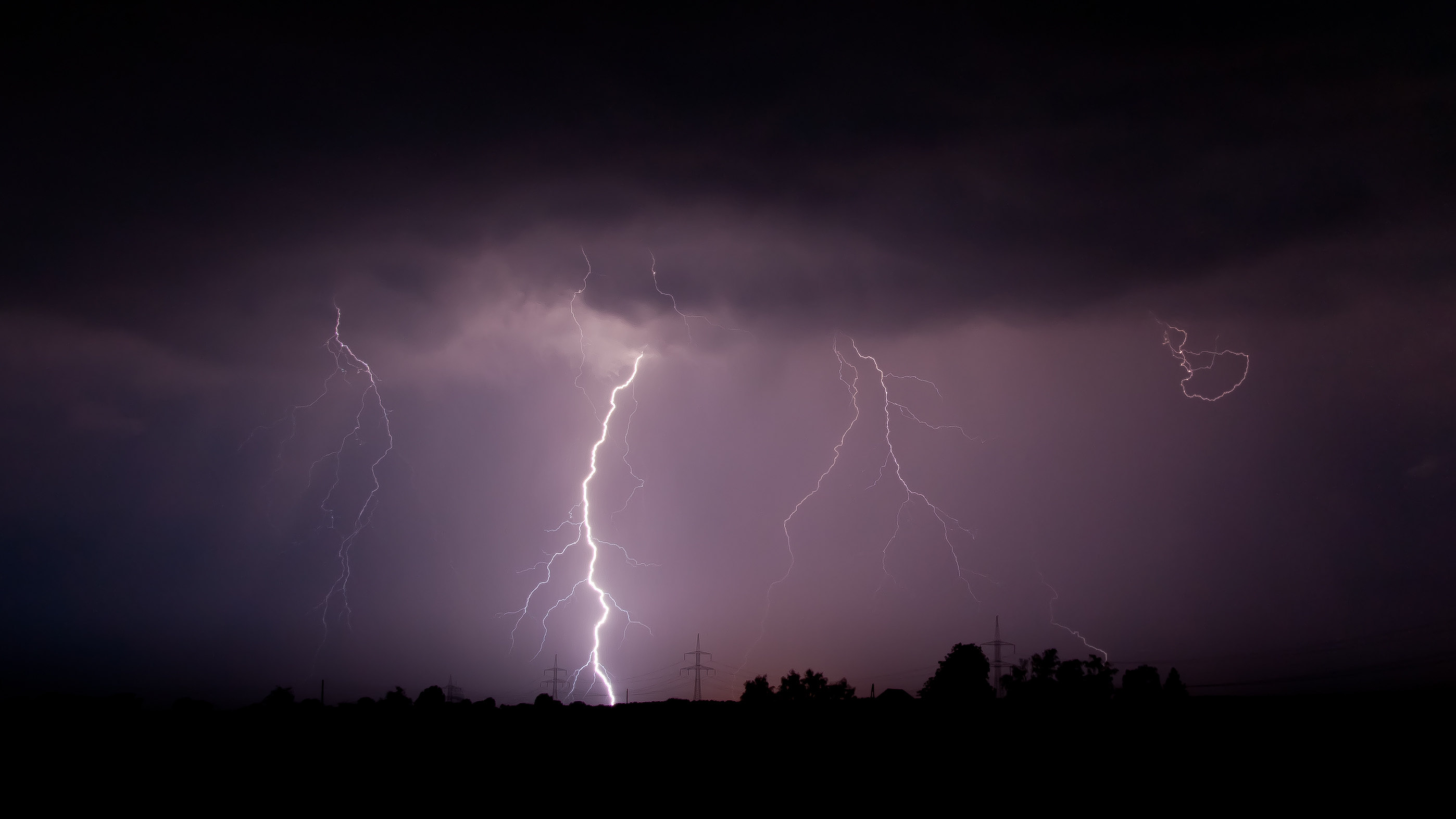
یک آذرخش

- در زمان رخ دادن آذرخش از خانه بیرون نروید.
- اگر که در خودرو هستید، در جایی مطمئن توقف کنید، موتور را خاموش کنید و آنتن ماشین را پایین بکشید.
- درون ساختمان یا خودروی سقف‌دار بمانید.
- بدنه پولادی یک خودروی سقف‌دار به شرطی که فلز آن را لمس نکنید از شما به خوبی نگهداری می‌کند.
- از درختان تپه‌ها، تیرک‌ها، سیم برق هوایی، لوله‌های فلزی و آب دور شوید.
- هنگام آذرخش می‌توانید، به درون ساختمان یا ایستگاه ترن زیرزمینی و مترو بروید.
- از رفتن به حمام و دوش گرفتن بپرهیزید چون امکان دارد ابزار درون حمام مایه انتقال جریان الکتریسته شوند.
- تنها در زمان اورژانسی آن هم در صورت امکان از تلفن بی‌سیم استفاده کنید.
- دو شاخه هر چیز برقی مانند رایانه را از برق خارج کنید، هواکش را خاموش کنید، به یاد داشته باشید برق ناشی از آذرخش می‌تواند مایه بروز صدمات جدی شود.
- از قرار گرفتن در آلونک یا ساختمان‌های تک و منفرد در فضای باز خودداری کنید.
- از نزدیک شدن به هر ابزار فلزی مانند تراکتور، تجهیزات کشاورزی، موتورسیکلت و دوچرخه پرهیز کنید.
- اگر در جنگل هستید، سرپناهی در کنار درختان کوتاه و تنومند بیابید و هرگز زیر درختان بلند نروید.
- اگر در فضای باز هستید، در صورت امکان به حالت خمیده و در دره‌های تنگ و ژرف پناه بگیرید، مراقب سیل‌های ناگهانی باشید.
- به یاد داشته باشید که چنانچه در هنگام آذرخش موهایتان سیخ شد، نشانه نزدیکی برخورد با آذرخش است.
- به صورت چمباتمه روی زمین بنشینید، دست‌ها را روی گوش‌ها و سر را میان زانوها قرار دهید، تماس خود را با زمین هرچه کمتر کنید، به هیچ روی، روی زمین دراز نکشید.
- تلفن همراه خود را بر روی حالت هواپیما قرار دهید.[۹]

کارهای پس از روی دادن آذرخش
در صورت نیاز به یاری با اورژانس «۱۱۵»، آتش‌نشانی «۱۲۵»، جمعیت هلال احمر «۱۱۲» یا سایر سازمان‌های امدادی تماس بگیرید.
در صورت مواجهه با فرد مصدوم، به سرعت چگونگی تنفس و تپش او را کنترل کنید در صورت قطع تنفس، با شتاب به او تنفس مصنوعی دهید و در صورت عدم لمس نبض کاروتید در مصدوم، احیای قلبی ـ ریوی را انجام دهید.
محل ورود و خروج جریان الکتریسته را برای یافتن نشانه‌های سوختگی بررسی و پانسمان کنید، همچنین آسیب‌های وارده به سیستم عصبی، شکستگی استخوان‌ها و از دست دادن بینایی و شنوایی در مصدوم را بررسی کنید.

## پندارهای نادرست
این پندار که آذرخش هیچ‌گاه دو بار به یک جا برخورد نمی‌کند یکی از کهن‌ترین و شناخته‌شده‌ترین خرافه‌ها دربارهٔ آذرخش است. هیچ دلیلی برای اینکه آذرخش دو بار به یک جا برخورد نکند وجود ندارد و در درازای یک توفان تندری، احتمال برخورد
آذرخش به برخی چیزها که رسانا و نوک‌تیز هستند و در بلندی بالاتری هستند بیشتر است. برای نمونه به‌طور میانگین در هر سال بیش از ۱۰۰ بار به ساختمان امپایر استیت در نیویورک آذرخش برخورد می‌کند. که البته در ساختمان‌های بلند جهان در پشت بام‌ها وسایلی وجود دارد به نام برق‌گیر که مانع آسیب به ساختمان می‌شود. باور غلط دیگری که دربارهٔ آذرخش وجود دارد این است که در هنگام وقوع آذرخش نباید از هدفون استفاده کرد، بلکه برعکس سیم‌های هدفون باعث منحرف شدن جریان برق و دور شدن آن از قلب انسان می‌شود.
و بعضی‌ها معتقدند که در هنگام وقوع آذرخش در فضای باز، باید دراز کشید که این باور بسیار غلطی است و به جای آن باید در جای امنی چمباتمه بزنید تا آذرخش تمام شود.

## رنگ
رنگ آذرخش میزان حرارت آن را بیان می‌کند، رنگ بنفش خنک‌ترین و رنگ سرخ، داغ‌ترین نوع است. آذرخش در رنگ‌های دیگری هم اتفاق می‌افتد که هر چه رنگ به سرخ نزدیک تر باشد میزان دمای آن بیشتر است. علاوه بر این رنگ هر آذرخش نشان دهنده یک تغییر آب و هوایی است که به شرح زیر هستند.
1. آذرخش آبی رنگ، به معنای رگبار و تگرگ در طبیعت و کوهستان است.
2. آذرخش قرمز رنگ، به معنای بارش باران است.
3. آذرخش زرد رنگ، به معنای وجود گرد و غبار در هوا است.
4. آذرخش سفید رنگ، به معنای خشکی و عدم رطوبت هوا است و می‌تواند باعث آتش‌سوزی در جنگل‌ها باشد.